# Cal Valeri
Cal Valeri és una obra del municipi de Sant Vicenç dels Horts (Baix Llobregat) inclosa en l'Inventari del Patrimoni Arquitectònic de Catalunya.

## Descripció
Es tracta d'un edifici entre mitgeres amb planta baixa, dos pisos i terrat. La façana és ordenada simètricament per mitjà de les obertures. Ornamentació de llindes i muntants (balconers) amb fullam, filigrana i formes arrodonides de pedra artificial. Coronament de frontó amb línies ondulants, medalló i barana de forja que tanca els espais buits.
La fusteria és de fusta, amb persianes de llibret. La façana mostra simulació de paredat comú.